# Strakka Racing

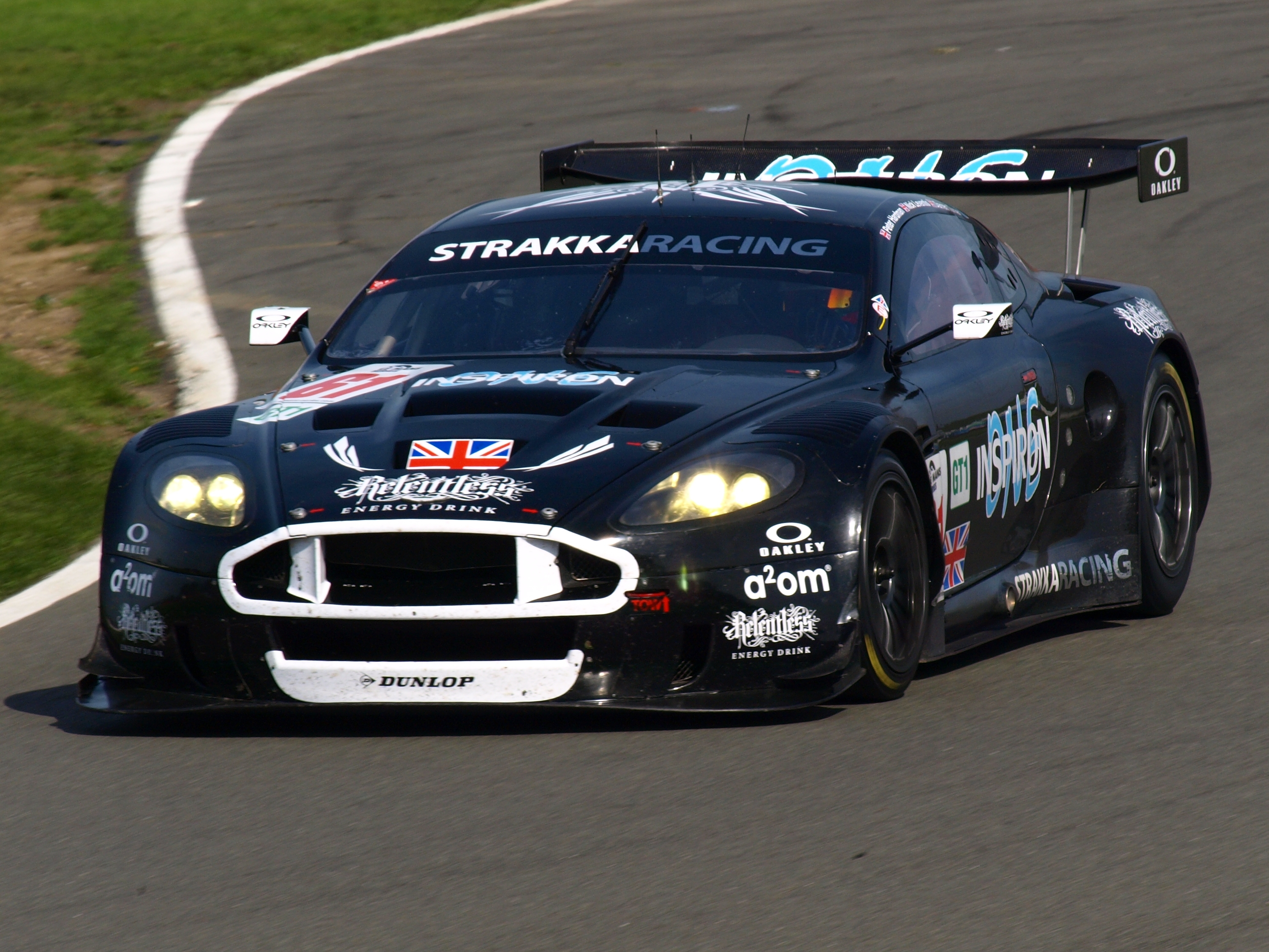
L'Aston Martin DBR9 aux 1000km de Silverstone 2008

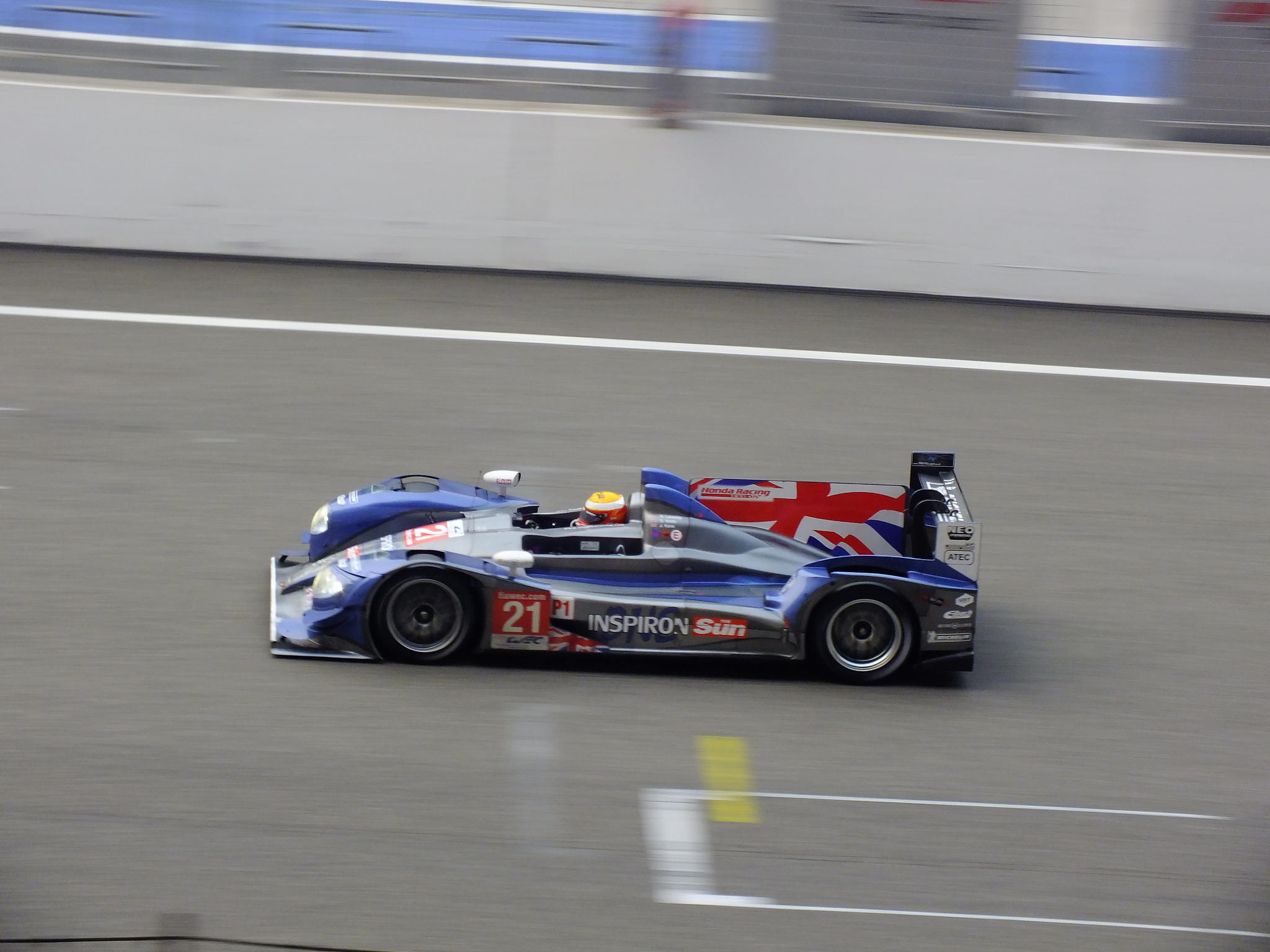
La HPD ARX-03a à Shanghai en 2012

Le Strakka Racing était une écurie britannique de sport automobile engagée dans les championnats Blancpain GT Series, elle a participé au championnat du monde d'endurance FIA. Elle est basée à proximité du Circuit de Silverstone. L'origine du nom de l'équipe provient des origines chypriotes de la famille Leventis.
L'écurie est invitée à participer aux 24 Heures du Mans 2010 avec une HPD ARX-01c au volant de laquelle se trouvent les pilotes Nick Leventis, Danny Watts et Jonny Kane. Elle y remporte la catégorie LMP2.

## Historique

Ancien logo de l'écurie.

L'écurie est fondée en 2005,, par Peter Hardman sur les bases de EMD Motorsport grâce à l'appui financier de Harry Leventis. Elle permet au jeune Nick Leventis de courir en catégorie GT. La première voiture utilisée était une BMW M3 E46. En 2008, Strakka arrive en Le Mans Series avec une Aston Martin DBR9 et participe aux 24 Heures du Mans.
L'année 2009 marque le début des compétitions en prototype LMP1 avec une Ginetta-Zytek 09S. Puis en 2010, le Strakka Racing choisit le prototype LMP2 HPD ARX-01c issu des American Le Mans Series.

### 2012-2016: Championnat du monde d'endurance FIA
En 2012, l'écurie s'engage en Championnat du monde d'endurance FIA avec une HPD ARX-03a et obtient une belle 3e place, terminant notamment devant les deux Lola du Rebellion Racing et derrière les deux Audi officiels aux 6 Heures de Bahreïn.
En 2013, le Strakka Racing s'engage à nouveau en Championnat du monde d'endurance FIA mais ne participe qu'à trois des huit manches que composent le championnat,.

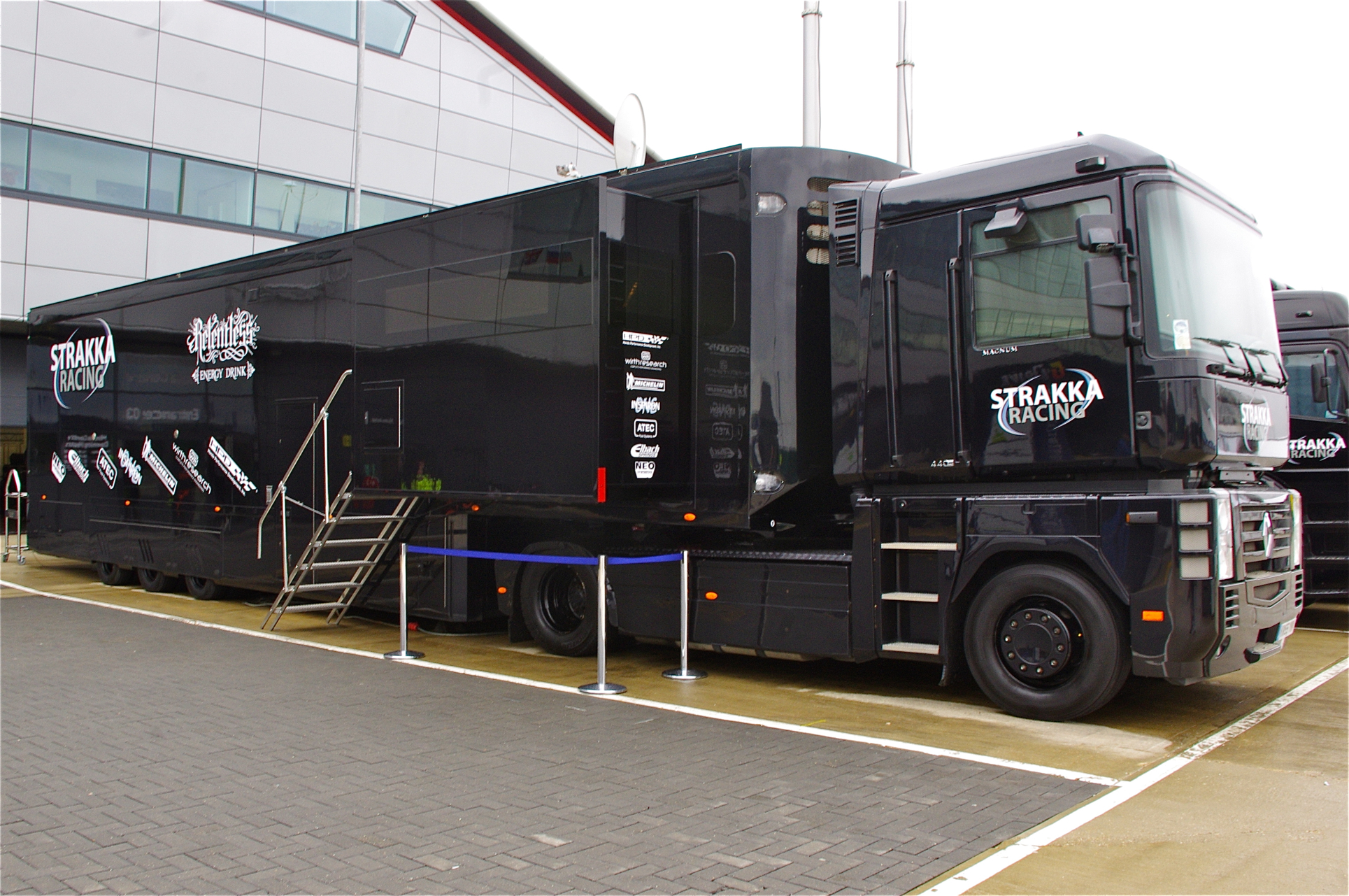
Le camion de l'écurie lors des 6 Heures de Silverstone 2013.

Pour la saison 2014, l'écurie annonce son engagement dans la catégorie LMP2 avec la nouvelle Dome S103 qui sera motorisée par Nissan. Après le  premier roulage de la Dome S103 effectuée, l'équipe est attendue au Prologue, qui a lieu sur le circuit Paul-Ricard mais l'équipe n'y est pas présente. Le Strakka Racing organise finalement trois journées d'essais sur le circuit Paul-Ricard entre le 9 et le 11 avril avant de devoir annoncer qu'elle manquera les manches prévues à Silverstone puis Spa. Finalement, l'écurie ne participe pas aux 24 Heures du Mans et reporte son engagement jusqu'à la dernière manche du championnat où elle sera également absente. De nombreux soucis techniques ont vraisemblablement posé des problèmes à l'écurie tout au long de la saison.
2015 marque les véritables débuts en compétition de la Dome S103 aux 6 Heures de Silverstone où elle obtient une troisième place à la suite du déclassement de l'une des deux voitures de Extreme Speed Motorsports. 
La Dome n’effectuera que deux courses supplémentaires en 2015. Elle se classe à la 6e place lors des 6 Heures de Spa. Puis, après un changement de manufacturier pneumatique qui voit l'équipe passer de Michelin à Dunlop, la Dome S103 abandonne aux 24 Heures du Mans sur problèmes de boîte de vitesses. Le retrait de la Dome S103 en compétition fait suite au souhait de l'écurie d'engager une LMP1 de sa propre conception à compter de la saison 2017. En effet, le Strakka Racing engagera dorénavant une Gibson 015S-Nissan dès les 6 Heures du Nürburgring. Malgré un développement avancé le projet LMP1 ne verra pas le jour.

### 2017-2019: Blancpain GT Series
Après quatre saisons passées dans le championnat du monde d'endurance FIA, l'écurie se lance en 2017 du côté du GT dans le championnat Blancpain GT Series et engage quatre McLaren 650S GT3 avec un partenariat prévu à long terme, mais la saison se soldera par plusieurs problèmes notamment des sorties de pistes et marque une saison décevante pour le Strakka Racing. 
Pour 2018, l'écurie change de voiture et opte pour la Mercedes-AMG GT3.

### 2020: Cessation des activités puis rachat de l'écurie par United Autosports
En 2020, l'écurie cesse ses activités. L'équipe United Autosports désireuse de retourner dans les compétitions GT rachète la structure.

## Palmarès
- 24 Heures du Mans
  - Vainqueur de la catégorie LMP2 en 2010 (5e place au classement général)

- Le Mans Series
  - Vainqueur des 8 heures du Castellet dans la catégorie LMP2 en 2010 (7e place au classement général)
  - Vainqueur des 1 000 kilomètres de Silverstone dans la catégorie LMP2 en 2010 (8e place au classement général)
  - Vainqueur des 1 000 km du Hungaroring en 2010 (1re place au classement général)